# Kevin Kouassivi-Benissan
Kevin Kouassivi-Benissan (Finlandia, 25 de enero de 1999) es un futbolista finlandés que juega de mediocampista en el F. C. Košice de la Superliga de Eslovaquia, cedido por el HJK Helsinki.

## Trayectoria
El 17 de marzo de 2022 se hace oficial su extensión de contrato con el HJK Helsinki hasta 2023, y su cesión al FC Lahti por una temporada.

## Selección nacional
Ha sido convocado para las categorías sub-17, sub-18, sub-19 y sub-21 de Finlandia.

### Participaciones en selección
| Torneo                                                                  | Categoría | Sede       | Resultado    | Partidos | Goles |
| ----------------------------------------------------------------------- | --------- | ---------- | ------------ | -------- | ----- |
| Fase de clasificación para el Campeonato Europeo Sub-17 de la UEFA 2016 | Sub-17    | Azerbaiyán | No clasificó | 2        | 0     |
| Fase de clasificación para la Eurocopa Sub-21 de 2019                   | Sub-21    | Hungría    | No clasificó | 1        | 0     |

## Estadísticas

### Clubes
Actualizado al último partido jugado el 16 de octubre de 2022.
| Klubi-04 · Finlandia | 3.ª           | 2016          | 1   | 0  | -  | - | - | - | 1   | 0  | 0    |
| Klubi-04 · Finlandia | 3.ª           | 2017          | 21  | 3  | -  | - | - | - | 21  | 3  | 0,14 |
| Klubi-04 · Finlandia | 2.ª           | 2018          | 23  | 7  | 4  | 0 | - | - | 27  | 7  | 0,26 |
| Klubi-04 · Finlandia | 3.ª           | 2019          | 2   | 1  | -  | - | - | - | 2   | 1  | 0,5  |
| HJK Helsinki · Finlandia | 1.ª           | 2018          | 2   | 0  | -  | - | - | - | 2   | 0  | 0    |
| HJK Helsinki · Finlandia | 1.ª           | 2019          | 8   | 0  | 5  | 0 | 2 | 0 | 15  | 0  | 0    |
| RoPS Rovaniemi · Finlandia | 1.ª           | 2019          | 8   | 1  | -  | - | - | - | 8   | 1  | 0,13 |
| RoPS Rovaniemi · Finlandia | Total         | Total         | 8   | 1  | 0  | 0 | 0 | 0 | 8   | 1  | 0,13 |
| FC Inter Turku · Finlandia | 1.ª           | 2020          | 19  | 1  | 6  | 0 | 1 | 0 | 26  | 1  | 0,04 |
| FC Inter Turku · Finlandia | Total         | Total         | 19  | 1  | 6  | 0 | 1 | 0 | 26  | 1  | 0,04 |
| Klubi-04 · Finlandia | 2.ª           | 2021          | 2   | 0  | -  | - | - | - | 2   | 0  | 0    |
| Klubi-04 · Finlandia | Total         | Total         | 49  | 11 | 4  | 0 | 0 | 0 | 53  | 4  | 0,08 |
| HJK Helsinki · Finlandia | 1.ª           | 2021          | 6   | 0  | 1  | 0 | - | - | 7   | 0  | 0    |
| HJK Helsinki · Finlandia | Total         | Total         | 16  | 0  | 6  | 0 | 2 | 0 | 24  | 0  | 0    |
| FC Lahti · Finlandia | 1.ª           | 2022          | 21  | 1  | 5  | 0 | - | - | 26  | 1  | 0,04 |
| FC Lahti · Finlandia | Total         | Total         | 21  | 1  | 5  | 0 | 0 | 0 | 26  | 1  | 0,04 |
| Total carrera | Total carrera | Total carrera | 113 | 14 | 21 | 0 | 3 | 0 | 137 | 14 | 0,11 |
| (1) Incluye datos de Copa de Finlandia. (2) Incluye datos de Liga de Campeones de la UEFA y Liga Europa de la UEFA. (3) No incluye goles en partidos amistosos. |               |               |     |    |    |   |   |   |     |    |      |

## Palmarés

### Títulos nacionales
| Título                       | Club         | País      | Año  |
| ---------------------------- | ------------ | --------- | ---- |
| Veikkausliiga                | HJK Helsinki | Finlandia | 2018 |
| Veikkausliiga                | HJK Helsinki | Finlandia | 2021 |
| Copa de la Liga de Finlandia | HJK Helsinki | Finlandia | 2023 |
| Veikkausliiga                | HJK Helsinki | Finlandia | 2023 |